# Claudine Hermann
Claudine Hermann (19 de diciembre de 1945 - 17 de julio de 2021) fue una física francesa y profesora honoraria en la École Polytechnique. Fue la primera mujer en ser nombrada profesora en la École Polytechnique en 1992. Fue vicepresidenta de la Plataforma Europea de Mujeres Científicas.

## Temprana edad y educación
Estudió en la École normale supérieure de jeunes filles y se graduó en 1965. Completó sus estudios de doctorado en la Universidad Pierre y Marie Curie, con una tesis que consideró el antimonuro de galio. Fue nombrada profesora asociada en la École Polytechnique en 1980. Impartió clases de física de semiconductores.

## Investigación y carrera
Fue la primera mujer en ser nombrada profesora adjunta en la École Polytechnique en 1992. Trabajó en las propiedades ópticas de los sólidos, en particular la fotoemisión de electrones polarizados. Desarrolló técnicas para medir ópticamente la resonancia de espín en semiconductores. Pasó un año como investigadora visitante en la Universidad de Nagoya en 1998. Ella demostró la masa efectiva del agujero (0,051) de arseniuro de indio y galio.

### Defensa de las mujeres en la física
Junto con su investigación sobre la materia condensada, trabaja para mejorar el medioambiente para las mujeres físicas. En 1999 fue nombrada miembro del Grupo de Helsinki de la Unión Europea sobre la mujer y la ciencia, y permaneció como miembro hasta 2006. Cofundó la plataforma Femme & Sciences con Huguette Delavault en 2000. Fue miembro del grupo de expertos que elaboró el informe ETAN sobre las mujeres en el mundo académico para la Unión Europea en 2000. Era la presidenta de honor de la Plataforma Europea de Mujeres Científicas.

### Libros
- 2010 Física estadística: incluidas las aplicaciones a la materia condensada[18]
- 2003 Física de semiconductores[5]

### Premios
- 2015 Gran Oficial Legión de Honor[19][20][21]
- Orden Nacional del Mérito 2010